# Водогін Дон — Донбас
Водогін Дон — Донбас було збудовано російською окупаційною адміністрацією у 2023 році для забезпечення водою міст Донецької агломерації.

## Опис
Водогін складається з двох ниток труб діаметром 1,2 м. Їхня протяжність — 194 км. Проектна потужність — 288 тисяч м³ на добу.
Водозабір з Дону здійснюється на плавучій водозабірній станції біля хутора Дугино в Азовському районі Ростовської області. При чому сам хутір Дугино не має власного водогону. На водопроводі є вісім насосних станцій, що піднімають воду до каналу Сіверський Донець — Донбас, звідки вона розбирається для водопостачання регіону. Планується заповнення води, що надходить, до Макіївського та Верхньо-Кальміуського водосховищ. На трасі водопроводу є 63 переходи через залізничні й автомобільні дороги та річки.

## Передісторія
Донбас є посушливим регіоном, де потреби у воді в сухі роки перевищують стік річок. З 1950-х років вода в Донецьк надходила по каналу Сіверський Донець — Донбас. З початку конфлікту в 2014 році почастішали перебої у водопостачанні регіону Донбасу
Причинами перебоїв у подачі води в 2015 році були зношеність трубопроводів, перебої в подачі електроенергії, пошкодження водопроводів обстрілами, труднощі в доступі до об'єктів ремонтних бригад через бойові дії, адміністративні обмеження з боку України.
У ході обстрілів на початку лютого 2022 року була виведена з ладу насосна станція Південно-Донбаського водопроводу, що розташовувалася у «сірій зоні». Літом того ж року остаточно припинилось надходження води по каналу Сіверський Донець — Донбас. Це призвело до нестачі води та обмеження водопостачання Донецька: вода надходила в дома не більше двох годин на добу, також здійснювався підвіз води автоцистернами. У листопаді 2022 року обсяг водопостачання впав у п'ять разів порівняно з початком року.

## Проєктування та будівництво
Рішення про початок будівництва об'єкта було прийнято в листопаді 2022 року. Будівництво було розпочато в грудні та було здійснено за чотири місяці військовими будівельниками. У будівництві брало участь близько 3,5 тисячі осіб та 1300 одиниць техніки. Під час будівництва надходили скарги місцевих жителів на зіпсовані дороги та шум працюючої техніки. Після завершення будівництва розпочалося відновлення інфраструктури.
Забір донської води розпочався 31 березня 2023 року. У тестовому режимі водопровід запрацював 30 квітня 2023 року. Потужність водопроводу при запуску — 4000 м³ на добу. У серпні 2023 року потужність водопроводу наблизилася до проєктного рівня та досягла 270 000 м³ на добу.
Попри запуск водопроводу Дон — Донбас і Ханженківського водопроводу та відновлення свердловин у Старобешівському районі, надходження води в Донбас недостатньо для цілодобового водопостачання. Вирішити водне питання може прокладка більш потужного водоводу.

## Події
11 лютого побудований окупантами водогін «Дон — Донбас» прорвало. Унаслідок аварії на об'єкті українці, які перебувають на тимчасово окупованій частині Донецької області, отримуватимуть на 20 % менше води, ніж зазвичай.
У липні 2024 року водогін знов був прорваний.
Станом на 2025 рік вода з кранів у Донецьку тече зелена, із запахом каналізації, і, щоб помитися, у воду необхідно додати спеціальні таблетки, лимонну кислоту та прокип'ятити її.
У липні 2025 року окупанти оголосили, що в Донецьку, Макіївці, Іловайську та інших захоплених населених пунктах Донеччини воду вмикатимуть раз на два-три дні на кілька годин.